# Шигаєва Галина Миколаївна
Гали́на Микола́ївна Шига́єва (до шлюбу — Рєзник; *15 квітня 1956) — українська кінорежисерка. Станом на 2015 рік — єдина комедіографка в українському кінематографі.

## Біографія

### Дитинство і навчання
Народилася 15 квітня 1956 року у Львові у родині художників-постановників. Батько — художник-постановник Микола Рєзник (*1929 — †2001). Мати — художниця-постановниця Сталіна Рудько (нар. 1930).
Навчалася в Київському державному інституті театрального мистецтва імені Івана Карпенка-Карого. У 1980 році закінчила майстерню Володимира Денисенка «Режисура кіно».
Дипломна робота — короткометражний фільм «Містер Твістер» — у 1986 році став лавреатом фестивалів «Молодість» і «Молоді молодим».

### Кар'єра

#### Кіностудія імені Олександра Довженка
Після випуску — 5 років працювала асистенткою режисера на Кіностудії імені Олександра Довженка. 
Перша робота у ролі асистентки — у фільмі Івана Миколайчука «Така пізня, така тепла осінь» (вийшов на екрани у 1981 році), де познайомилася з акторкою Галиною Сулимою.
Другий фільм, де асистувала в режисурі, — стрічка Романа Балаяна «Польоти уві сні та наяву» (1982). Під час зйомок жила у місті Владимир (під Москвою). Стежила за акторами, приводила їх на знімальний майданчик, а після зйомок — відвозила до місця проживання. Знялася в одному з епізодів фільму. Ось що про це розповіла журналістам:
|  | В одному епізоді знялася не лише я, а й ціла знімальна група. Возити головних акторів з Москви було накладно фінансово. Ми пропонували Роману Балаяну задіяти володимирських акторів, але ніхто з них йому не підійшов. Тоді Роман Гургенович сказав: «Якщо не можете нікого знайти, будете зніматися самі». Таким чином я зіграла у цьому легендарному фільмі. Через це деякі ЗМІ пишуть, що я актриса і режисер. Ні, я не актриса. |

#### Власні фільми
В кінці 1980-х років входила в українське молодіжне творче об'єднання «Дебют».
Першим фільмом об'єднання — у 1987 році — стала короткометражка Шигаєвої «Голий». Картину представили на Кінофестивалі «Молодість» у Києві. Кінокритики фільм оцінили негативно — через появу на екрані (та ще й в якості головного героя) голої людини. Ось що про це розповіла журналістам режисерка:
|  | Моєму «Голому» журі дало негативну оцінку. Та й інші режисери не схвалили фільму. На моїй режисерській долі було поставлено величезний жирний хрест! Тому було дивно, що «Голого» подали на кінофестиваль у Турині. І водночас «втішили». Сказали, що на кінофестиваль я і так не встигну, бо не маю закордонного паспорта. Мені настільки захотілося поїхати і побачити, як за кордоном сприймуть мою роботу, що я за короткий час зробила паспорт, за свої гроші купила квитки до Італії. В Україні мою роботу «стерли в порошок», а за кордоном визнали найкращою! |

У 1988 році фільм «Голий» отримав гран-прі (головний приз) в категорії «кращий короткометражний або средньометражний фільм» на 6-му Міжнародному кінофестивалі Молодого кіно в Турині.
У 1990 році — вийшов комедійний фільм Галини Шигаєвої «Відьма» — за мотивами повісті Григорія Квітки-Основ'яненка «Конотопська відьма».
Після «Відьми» — взялася за зйомки фільму «Вовкулак» — страшної казки для дорослих. Але через проблеми з фінансуванням проєкт не був реалізований. Така ж доля спіткала і фільм за мотивами «Енеїди»  Котляревського. Для стрічки вже навіть підібрали акторський склад, консультантів, ескізи і написали сценарій. 
Також не були реалізовані плани режисерки зняти кінострічку про окупацію Києва (авторка сценарію — Марія Мішуріна). Зйомки фільму мали розпочатися у грудні 1996 року.
З 1996 по 2000 рік працювала художньою керівницею телеканалу ТЕТ, була режисеркою програми «Джаз-степ-танц КЛАС!», яка отримала шість високих нагород різних фестивалів. Зокрема, гран-прі фестивалів «Оксамитовий сезон» (Одеса), «Золота Ера», «Віра. Надія. Любов» (Міжнародний фестиваль журналістики, Львів), «Золота фортуна», «Золота хвиля» і «Золоте курча» (Міжнародний фестиваль фільмів, теле- і радіопрограм для дітей та юнацтва, Київ).
На початку ХХІ століття — режисерку запросили у спільний проєкт Олександра Роднянського і Держкіно. Журналістам вона розповідала про цей проєкт таке:
|  | Вони хотіли зняти кілька картин. Але тоді кіно знімали вже по-іншому. Робота режисера на знімальному майданчику на початку нового століття вважалася ніби другорядною. Головним у кіно став продюсер, на другому місці був... також продюсер. І не тому, що вкладає власні гроші у фільм. Гроші, як правило, виділяє держава, а продюсер вирішує, як ними розпорядитися, щоб і себе не обділити. Треба було навчитися розуміти: те, що хоче зняти режисер і як він бачить цей кадр — не завжди відповідає тому, що хоче бачити продюсер. Список акторів також диктує продюсер. Він навіть може відсторонити режисера від монтажу. Для теперішнього покоління — це догми, а для нас це було складно. |

У 2004 році вийшов комедійний фільм Галини Шигаєвої «Подарунок долі». У 2005 — комедія «Новорічний кілер». У 2006 — комедія «Повернення блудного чоловіка» та комедійний міні-серіал «Обережно, блондинки!». У 2009 — комедія «Лід у кавовій гущі». У 2012 — мелодрама «Страшна красуня».
Із 2004 року — працює викладачкою режисури  та  художньою керівницею курсу режисерів ігрового фільму у Київському національному університеті імені Івана Карпенка-Карого.
Членкиня Спілки кінематографістів України, членкиня Кіноакадемії України.

## Родина
Син — Олег Шпудейко, український композитор та саунд-артист. Працює під псевдонімом Heinali. 

## Фільмографія
Режисерка:
- 2012 — «Страшна красуня»
- 2009 — «Лід у кавовій гущі»
- 2006 — «Обережно, блондинки!»
- 2006 — «Повернення блудного чоловіка»
- 2005 — «Новорічний кілер»
- 2004 — «Подарунок долі»
- 1990 — «Відьма»
- 1987 — «Голий» (короткометражка)
- 1985 — «За покликом серця» (у співавторстві з Суламіф Цибульник)

Акторка:
- 1982 — «Польоти уві сні та наяву» (знялася в епізоді)

## Нагороди
- 1986 — короткометражний фільм «Містер Твістер» став лавреатом фестивалів «Молодість» і «Молоді молодим»[2].
- 1988 — Гран-прі (головний приз) в категорії «кращий короткометражний або средньометражний фільм» на 6-му Міжнародному кінофестивалі Молодого кіно в Турині[it] за фільм «Голий».
- Лавреатка Всеукраїнського кінофестивалю імені Івана Миколайчука за фільм «Відьма».

### Основні
- Відьма (Про фільм і режисерку) [Архівовано 26 липня 2021 у Wayback Machine.] // Каталог Кінофестивалю «Молодість». — 2014. — С. 173.
- Галина Шигаєва у соціальній мережі «Facebook»
- Наше поздоровлення !!! [Архівовано 5 березня 2021 у Wayback Machine.] // Про Галину Шигаєву на сайті Національної спілки кінематографістів України. — 2019. — 16  квітня.
- Рябикина Ирина. Режиссер одного фильма [Архівовано 26 липня 2021 у Wayback Machine.] [Про Галину Шигаєву] // Зеркало недели. — 1997. — 28 лютого-6 березня (№9). — С. 14.
- Циба Ганна. Досвід перебудови. [Архівовано 19 червня 2018 у Wayback Machine.] Молодіжне творче об’єднання «Дебют» // Сучасні проблеми художньої освіти в Україні. — 2015. — Вип. 10. — С. 107—110.
- Ямборська К. С. Екранізація літературних творів Григорія Квітки-Основ’яненка у контексті радянського фольклорного кінематографу [Архівовано 26 липня 2021 у Wayback Machine.]// Молодий вчений. — № 10 (50). — 2017. — С. 365-369.
- Ярема Галина. Галина Шигаєва: «Якби були гроші на реалізацію студентських проектів, про наш кінематограф знали би в усьому світі» [Архівовано 12 листопада 2021 у Wayback Machine.] // Високий замок. — 2015. — 23 серпня.
- Ярема Галина. «Наші режисери просять на фільм десять мільйонів. А зарубіжні – тридцять, і чомусь їм дають»... [Архівовано 4 червня 2020 у Wayback Machine.] // Високий замок. — 2017. — 9 вересня.

### Додаткові
- Брюховецька Л. Спроби фольклорного кіно // Кіно-театр. — 2001. — № 6. — С. 41-43.
- Грабович І. Українське поетичне кіно та його жертви : [про українські кф: «Вій», «Відьма» (реж. Олег Фесенко), «Голос трави», «Відьма» (реж. Галина Шигаєва)] // Фільмжахів / Горор: [зб. рец. нім. кінознавців] / [упоряд.: Урсула Фоссен, Володимир Войтенко; пер. Ігор Андрущенко, відп. ред. Володимир Войтенко]. — К.: KINO-КОЛО, 2008. — С. 477-495.
- Дружбинський В. Секс-шоу в Конотопі (Рецензія на к/ф «Відьма» реж. Г. Шигаєвої за сцен. Б. Жолдака — трактовку «Конотопської відьми» Г. Квітки-Основ'яненка) // Вавілон. — 1991. — № 1. — С. 48.
- Медникова М. Молоде українське кіно є. А де воно? ( у т.ч. — про к/ф «Голий» реж. Г. Шигаєвої) // Вавілон. — 1993. — № 3/4. — С. 34–37.
- Перфілов Л. ...Не вбивають одне одного (Про улюблені ролі у к/ф «Стара фортеця» реж. М. Бєлікова, «Місце зустрічі змінити не можна» реж. С. Говорухіна, «Відьма» реж. Г. Шигаєвої: інтерв'ю); бесіду вели Андрій Кокотюха та Олександр Гембарський // Вавілон. — 1992. — № 4. — С. 20–21.